# Theridion tungurahua
Theridion tungurahua là một loài nhện trong họ Theridiidae.
Loài này thuộc chi Theridion. Theridion tungurahua được Herbert Walter Levi miêu tả năm 1963.